# Hoagy Carmichael
Hoagland Howard "Hoagy" Carmichael (Bloomington, 22 de novembro de 1899 – Rancho Mirage, 27 de dezembro de 1981) foi um compositor, pianista, cantor, ator e bandleader estadunidense. O autor e compositor americano Alec Wilder descreveu Carmichael como o "mais talentoso, engenhoso, sofisticado e voltado ao jazz de todos os grandes artífices" de músicas pop da primeira metade do século XX. Carmichael foi um dos compositores de Tin Pan Alley mais bem sucedidos da década de 1930, e foi um dos primeiros cantautores na era da mídia de massa a utilizar novas tecnologias de comunicação, como a televisão, os microfones eletrônicos e gravações de som.
Carmichael compôs centenas de canções, incluindo cinquenta que se tornaram sucessos. Ele é mais conhecido por compor as melodias de "Stardust", "Georgia On My Mind" (letra de Stuart Gorrell), "The Nearness of You" e "Heart and Soul" (em colaboração com o letrista Frank Loesser), quatro das canções americanas mais gravadas de todos os tempos. Ele também colaborou com o letrista Johnny Mercer em "Lazybones" e "Skylark." Sua canção "Ole Buttermilk Sky" foi indicada ao Oscar de 1946; "In the Cool, Cool, Cool of the Evening," com letra de Mercer, ganhou o Oscar de melhor canção original em 1951. Carmichael também apareceu como ator e artista musical em 14 filmes, apresentou três programas de variedade no rádio, apresentou-se na televisão e escreveu duas autobiografias.

## Juventude e formação

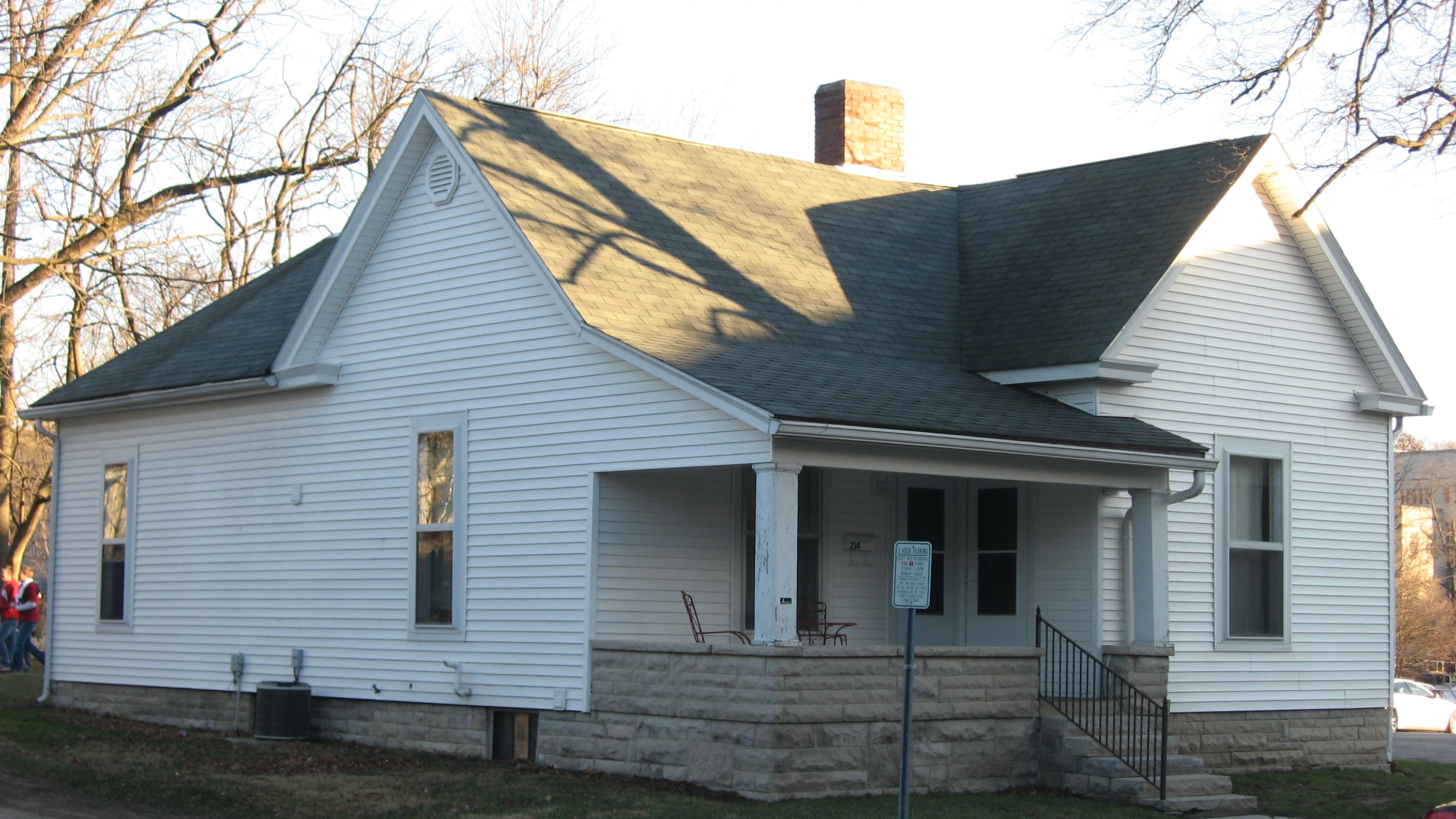
A casa de Carmichael em Bloomington, Indiana (2011)

Nascido em Bloomington, em 22 de novembro de 1899, Hoagland Howard "Hoagy" Carmichael foi o primeiro e único filho de Howard Clyde e Lida Mary (Robison) Carmichael. Seus pais lhe deram o nome em homenagem a uma trupe de circo chamada "Hoaglands" que ficou na casa dos Carmichael durante a gravidez de sua mãe. Howard trabalhou como motorista de táxi movido a cavalos e, mais tarde, como eletricista, enquanto Lida, uma pianista versátil, tocou acompanhamentos em cinemas para filmes mudos e festas privadas para ganhar uma renda extra. Hoagy teve duas irmãs mais novas, Georgia e Joanne. Por causa do histórico de empregos instável de Howard, a família se mudou com frequência. Hoagy passou a maior parte de sua juventude em Bloomington e em Indianápolis. Em 1910, os Carmichaels estavam morando em Missoula.
A mãe de Carmichael ensinou-lhe a cantar e a tocar piano desde cedo. Além de algumas aulas de piano em Indianápolis com Reginald DuValle, um bandleader e pianista negro conhecido como "o ancião do jazz de Indiana" e creditado como o "o Rei do Ritmo", Carmichael não teve treinamento musical.
A família Carmichael se mudou para Indianápolis em 1916, mas Hoagy voltou à Bloomington em 1919 para terminar o ensino médio. Quando saía da escola, o piano era o foco de sua vida. Como inspiração, ele ouvia Hank Wells and Hube Hanna, pianistas de ragtime. Aos 18 anos, o diminuto, magro e pálido Carmichael complementou a escassa renda da família fazendo trabalhos manuais em construções, num fábrica de correntes de bicicletas e num abatedouro. O momento desanimador era aliviado, em parte, pelos duetos a quatro mãos com sua mãe e sua amizade com DuValle, que lhe ensinou improvisação de piano de jazz. Carmichael recebeu seu primeiro pagamento (5 dólares) como músico tocando numa festa de fraternidade em 1918, marcado o início de sua carreira musical.
A morte de sua irmã de três anos em 1918 afetou-lhe profundamente. Mais tarde, escreveu: "minha irmã Joanne—vítima da pobreza. Não podíamos pagar um bom médico ou boa atenção, e foi aí que jurei que nunca mais ficaria sem dinheiro enquanto vivesse." Talvez Joanne tenha morrido de influenza, que assolou o mundo naquele ano.
Carmichael estudou na Universidade de Indiana em Bloomington, pela qual recebeu seu diploma de bacharel em 1925 e um diploma em direito em 1926. Ele foi membro da fraternidade Kappa Sigma e tocou piano em Indiana e Ohio com sua banda, Carmichael's Collegians.
Por volta de 1922, Carmichael encontrou, pela primeira vez, Leon "Bix" Beiderbecke, um cornetista e pianista eventual de Iowa. Os dois se tornaram amigos e tocaram juntos. Por volta de 2913, durante uma visita a Chicago, Beiderbecke apresentou Carmichael a Louis Armstrong, com quem Carmichael colaboraria posteriormente, no período em que Armstrong estava tocando com a Creole Jazz Band de King Oliver. Sob a influência de Beiderbecke, Carmichael começou a tocar o cornetim, mas achou que não tinha os lábios necessários e desistiu rapidamente. Ele também foi inspirado pela ideias impressionísticas e de música clássica de Beiderbecke. A primeira canção que Carmichael gravou, intitulada, a princípio, "Free Wheeling," foi escrita por Beiderbecke, cuja banda, os Wolverines, gravaram-na como "Riverboat Shuffle" em 1924 para a Gennett Records em Richmond. A canção se tornou um clássico do jazz (A letra de Mitchell Parish foi acrescentada em 1939). Outras composições iniciais de Carmichael incluíam "Washboard Blues" e "Boneyard Shuffle", que Curtis Hitch e sua band, Hitch's Happy Harmonists, gravaram nos estúdios Gennett. A versão instrumental de "Washboard Blues", gravada em 19 de maio de 1925, era a gravação mais antiga na qual Carmichael tocou uma de suas próprias canções, incluindo um solo de piano improvisado.
Depois de se graduar da faculdade de direito da Universidade de Indiana em 1926, Carmichael mudou-se para a Flórida, onde trabalhou como assessor jurídico num escritório de advocacia em West Palm Beach, mas voltou a Indiana em 1927, depois de não ter passado no exame de advogados da Flórida. Ele entrou num escritório de advocacia de Indianápolis (Bingham, Mendenhall and Bingham) e passou no exame de advogados de Indiana, mas dedicou a maior parte de suas energias à música. Carmichael havia descoberto seu método de composição, que descreveu posteriormente: "Você não escreve melodias, você as encontra... Se você encontra o começo de uma boa canção, e se seus dedos não se perderem, a melodia deverá sair do esconderijo em pouco tempo."

## Carreira
Carmichael compôs centenas de canções, incluindo cinquenta que se tornaram sucessos durante sua longa carreira. Quando estava iniciando sua profissão de compositor em Indiana (1924–1929), Carmichael escreveu e tocou no estilo improvisador do "hot" jazz, popular com as bandas de baile de jazz. Durante o período que viveu em Nova Iorque (1929–1936), ele escreveu canções que deveriam se sustentar por si mesmas, independentes de qualquer outra produção, como uma performance teatral ou um filme. Suas músicas deste período continuaram a incluir influências de jazz. Durante seus anos posteriores na Califórnia (1936–1981), as canções de Carmichael eram, predominantemente, instrumentais. Quase quatro dúzias foram compostas expressamente para filmes ou foram incorporadas a estes.
Carmichael realizou centenas de gravações entre 1925 e sua morte em 1981. Também apareceu no rádio, na televisão, em filmes e em apresentações ao vivo, onde demonstrou sua versatilidade. Dado que Carmichael não possui a força vocal para cantar no palco sem amplificação, assim como o timbre inusitado de sua voz, que ele descreveu como "monótona e nasalada", ele se aproveitou de novas tecnologias, especialmente do microfone elétrico, da amplificação sonora e de avanços em gravações. Como cantor-pianista, Carmichael era um habilidoso vendedor de suas canções a letristas, editores musicais e produtores de cinema, além de também promovê-las ao público pelos microfones no palco e na meios de comunicação de massa.

### Primeiros anos
Em 31 de outubro de 1927, Carmichael gravou "Star Dust", uma de suas canções mais famosas, no estúdio da Gennett Records em Richmond, Indiana, tocando ele próprio o solo de piano. Carmichael recrutou Frankie Trumbauer e Bix Beiderbecke, junto com membros da orquestra de Paul Whiteman, que incluíam os irmãos Dorsey, para tocar com ele na sessão do fim de outubro; não se sabe quais membros da orquestra estavam na sessão de 31 de outubro quando "Star Dust" foi gravada pela primeira vez. A Mills Music, de Nova Iorque, lançou a canção como um solo animado de piano em janeiro de 1929 e renomeu-a "Stardust" (A Mills Music relançou a canção com as letras adicionais de Mitchell Parish em maio de 1929). "Stardust" atraiu pouca atenção até 1930, quando Isham Jones e sua orquestra gravaram-na como uma balada sentimental com um andamento mais lento, esta modificação geralmente creditada ao arranjador da banda, Victor Young. A versão virou um sucesso, o primeiro de muitos para Carmichael. Sua melodia idiossincrática com andamento médio – uma canção sobre uma canção – tornou-se, mais tarde, um classíco norte-americano, gravado por centenas de artistas, incluindo Artie Shaw, Nat King Cole, Ella Fitzgerald, Frank Sinatra, Willie Nelson e Wynton Marsalis.
Carmichael recebeu mais reconhecimento depois que Paul Whiteman e sua orquestra gravaram "Washboard Blues", em Chicago, na Victor Records em novembro de 1927, com Carmichael cantando e tocando piano. As canções "March of the Hoodlums", de Carmichael, e "Walkin' the Dog", de Sheldon Brooks, foram produzidas da última sessão de gravação de Carmichael no estúdio da Gennett Records em 2 de maio de 1928, com uma banda selecionada a dedo por ele.
Em 1928, depois de perceber que preferia fazer música e de que não tinha aptidão ou interesse em se tornar advogado (ele havia sido despedido de seu emprego no escritório de advocacia), Carmichael se mudou para Nova Iorque, onde trabalhou para uma empresa de corretagem durante a semana e passava suas noites compondo música, incluindo algumas canções para musicais de Hollywood. Em Nova Iorque, Carmichael conheceu Irving Mills, empresário e editor de partituras de Duke Ellington, e contratou-o para organizar datas de gravação. A primeira grande canção de Carmichael com letra própria foi "Rockin' Chair", gravada por Louis Armstrong e Mildred Bailey, e eventualmente com sua banda de estúdio selecionada a dedo (que trazia Beiderbecke, Bubber Miley, Benny Goodman, Tommy Dorsey, Bud Freeman, Eddie Lang, Joe Venuti e Gene Krupa) em 21 de maio de 1930.

### Década de 1930
Depois do crash da bolsa de valores em 1929, as economias de Carmichael diminuríam consideravelmente. Felizmente, Louis Armstrong havia gravado a canção "Rockin' Chair" no estúdio Okeh em 1929, dando a Carmichael um impulso bastante necessitado tanto financeiramente quanto em sua carreira. A canção se tornou um dos clássicos de jazz de Carmichael. em 1930, Carmichael compôs e gravou "Georgia On My Mind" (letra de Stuart Gorrell). A música se tornou outro clássico do jazz, e também do pop, especialmente depois da Segunda Guerra Mundial.  Carmichael também fez o arranjo e gravou "(Up A) Lazy River" em 1930, uma música de Sidney Arodin. Embora Carmichael e a banda que montou tenham gravado "Stardust" como uma canção instrumental em 1927, Bing Crosby gravou-a com a letra de Mitchell Parish em 1931.
Carmichael se filiou à ASCAP em 1931. No ano seguinte, ele começou a trabalhar como compositor para a Southern Music Company, empresa de Ralph Peer, a primeira empresa de música a ocupar o novo edifício Brill, que se tornou uma famosa meca para a composição de músicas em Nova Iorque. Rapidamente, a Grande Depressão deu fim à cena de jazz dos Loucos Anos Vinte. As pessoas não estavam mais indo aos clubes ou comprando música, fazendo com que muitos músicos perdessem seus empregos. Carmichael teve sorte de manter seu emprego — mal pago, porém estável — como compositor da Southern Music. A morte prematura de Beiderbecke em 1931 também escureceu o espírito de Carmichael. Sobre aquela época, ele escreveu mais tarde: "Estava cansando do jazz e podia ver que outros músicos também estavam. Os rapazes estavam perdendo seu entusiamos pela hot stuff... Sem mais licks legais, sem mais emoções."
O adeus de Carmichael ao "hot" jazz, contudo, foi prematuro. O swing das big bands estava chegando e o jazz se virou para outra direção com novos bandleaders como os Dorseys e Benny Goodman e novos cantores como Bing Crosby indicando o caminho. A produção de Carmichael seguiu as mudanças de tendência. Em 1933, ele iniciou uma colaboração que duraria muito tempo com o letrista Johnny Mercer, recém chegado em Nova Iorque, na canção "Lazybones", que se tornou um sucesso. A Southern Music publicou a partitura em 1933; mais de 350 000 cópias foram vendidas em três meses. Carmichael colaborou com Mercer em quase três dúzidas de canções, incluindo "Thanksgiving," "Moon Country" e "In the Cool, Cool, Cool, of the Evening", ganhadora do Oscar de melhor canção original em 1951. 
Carmichael também começou a despontar como cantor solo, primeiro em festas, depois profissionalmente. Ele descreveu sua voz única e lacônica como soando " tal qual a aparência de um cachorro peludo. [...] Tenho névoa do Wabash e galhos de plátano na garganta." Alguns fãs desapontaram-se à medida que ele, progressivamente, se distanciou do "hot" jazz, mas as gravaçoes de Armstrong continuaram a aproximar do jazz as canções mais populares de Carmichael. Em 1935, Carmichael saiu da Southern Music e começou a compor músicas para uma divisão da Warner Brothers, estabelecendo sua conexão com Hollywood. "Moonburn", a primeira canção que Carmichael compôs para um filme, foi cantada por Bing Crosby no filme Anything Goes em 1936.
Depois de seu casamento com Ruth Mary Meinardi, filha de um pastor presbiteriano, em 14 de março de 1936, o casal se mudou para Califórnia, onde Carmichael esperava encontrar mais trabalho na indústria cinematográfica. Em 1937, um ano antes do nascimento de Hoaglund Jr. (Hoagy Bix), primeiro filho do casal, Carmichael aceitou um contrato a Paramount Pictures por mil dólares por semana, se juntando a outros compositores que trabalhavam para estúdios de Hollywood, incluindo Harry Warren na Warner Brothers; E. Y. Harburg na Metro-Goldwyn-Mayer; e Ralph Rainger e Leo Robin na Paramount.
Carmichael achou trabalho como ator em Hollywood. Sua estreia no cinema ocorreu em 1937 em Topper, com Cary Grant e Constance Bennett. Carmichael interpretou um pianista e tocou sua canção "Old Man Moon" no filme. O esforço levou a outros trabalhos de atuação durante a década de 1940.
Carmichael também continuou a escrever canções individuais. Em 1937, sua música "Chimes of Indiana" foi dada à Universidade de Indiana, alma mater de Carmichael, como presente aos alunos de 1935. Em 1938, Carmichael colaborou com Frank Loesser, letrista da Paramount, nas canções "Heart and Soul", "Two Sleepy People" e "Small Fry." "Heart and Soul" foi incluída no filme A Song Is Born (1938), da Paramount, interpretada por Larry Clinton e sua orquestra (depois de 1950, uma versão mais simples tornou-se um dueto de piano popular entre crianças americanas). Dick Powell estreou a canção "I Get Along Without You Very Well (Except Sometimes)" numa transmissão nacional de rádio em 1938.
"Little Old Lady", incluída em The Show Is On (1936), foi a primeira canção de Carmichael a aparecer num musical da Broadway e tornou-se um sucesso, mas a trilha sonora que Carmichael fez para a produção de Walk With Music, que ele fez com Mercer, não foi bem sucedidade. O musical estreou em 1940 e ficou em cartaz por apenas três semanas, não produzindo nenhuma canção de sucesso. Carmichael nunca mais tentou outro musical, retomando sua carreira como cantautor e ator em Hollywood.

### Década de 1940
A crescente família Carmichael, que incluía Hoagy, Ruth e seus filhos, Hoagy Bix (nascido em 1938) e Randy Bob (nascido em 1940), se mudou, em 1942, para a antiga mansão de William Wrigley Jr., herdeiro da empresa Wrigley de goma de mascar, em Los Angeles, quando os Estados Unidos entraram na Segunda Guerra Mundial depois do ataque a Pearl Harbor. Sua contribuição para o esforço de guerra foi similar a outros esforços patrióticos de Irving Berlin ("This Is the Army, Mr. Jones"), Johnny Mercer ("G.I. Jive") e Frank Loesser ("Praise the Lord and Pass the Ammunition"). Entre as músicas de tempo de guerra de Carmichael (a maioria com letras de Paul Francis Webster) estavam "My Christmas Song for You", "Don't Forget to Say 'No' Baby", "Billy-a-Dick", "The Army of Hippocrates", "Cranky Old Yank", "Eager Beaver", "No More Toujours l'Amour", "Morning Glory" e "Hitler Blues", que nunca foi terminada.
Ao longo da década de 1940, Carmichael manteve um forte relacionamento, tanto pessoal quanto profissional, com Mercer. No fim de 1941, sua duradoura colaboração levou à "Skylark", considerada uma das maiores canções de Carmichael. Bing Crosby gravou-a quase imediatamente em janeiro de 1942. Desde então, muitos outros gravaram-na, incluindo Glenn Miller, Dinah Shore e Helen Forrest (com Harry James).
"I'm a Cranky Old Yank", uma canção de Carmichael de 1942, foi listada na edição de 1967 do Guinness Book of Records sob o título de "I'm a Cranky Old Yank in a Clanky Old Tank on the Streets of Yokohama with My Honolulu Mama Doin' Those Beat-o, Beat-o Flat-On-My-Seat-o, Hirohito Blues" como o título mais longo para uma canção.

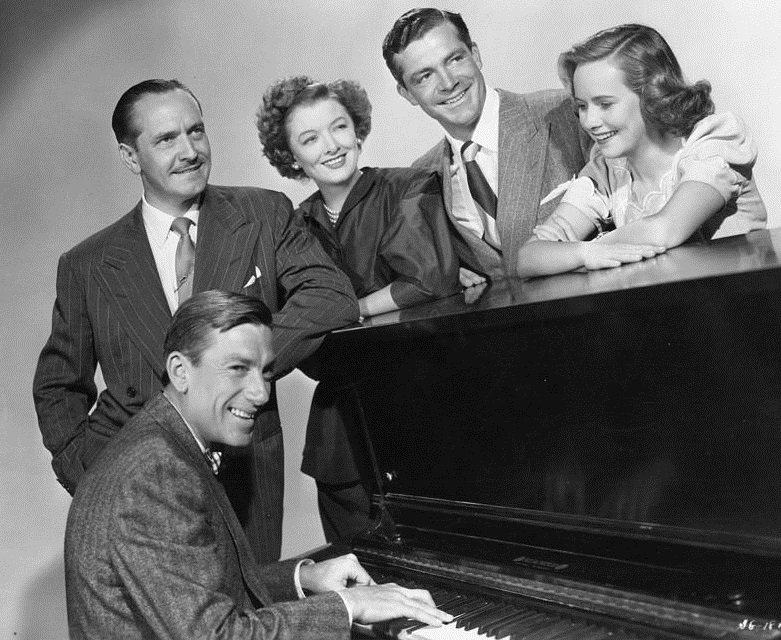
Carmichael (no piano) com o elenco de The Best Years of Our Lives: Frederick March, Myrna Loy, Dana Andrews e Teresa Wright.

Carmichael apareceu como ator em 14 filmes, tocando pelo menos uma canção sua em cada um. Ele descreveu sua persona cinematográfica como o "velho filósofo musical de rosto triste, improvisando no piano honky-tonk, dizendo a uma cocote de coração de ouro: 'Ele vai voltar, querida. Ele é todo homem.'" Em 1943, Carmichael interpretou Cricket em To Have and Have Not, ao lado de Humphrey Bogart e Lauren Bacall. Ele tocou "Hong Kong Blues" e "The Rhumba Jumps",  e tocou piano enquanto Bacall cantou "How Little We Know". Em The Best Years of Our Lives (1946), o personagem de Carmichael ensina um veterano que tem de usar próteses metálicas a tocar "Chopsticks" e também toca "Lazy River". Carmichael interpretou Hi Linnett em Canyon Passage (1946), um faroeste da Universal Pictures coestrelado por Dana Andrews, Susan Hayward e Brian Donlevy. Ele também compôs várias canções para o filme, incluindo "Ole Buttermilk Sky", que foi indicada ao Óscar.
A carreira de Carmichael como músico e intérprete culminou no meio da década de 1940, quando gravou exclusivamente para a Decca Records e a V-Disc (o selo das Forças Armadas para pessoal de manutenção de além-mar), atuou e tocou em filmes, e apresentou shows de variedade no rádio. Ele também cantou em shows ao vivo por todos os Estados Unidos e estreou na Grã-Bretanha no London Casino em 1948. De acordo com Randy, seu filho, Carmichael era um compositor incessante, trabalhando numa canção por dias ou mesmo semanas até deixá-la perfeita. Seu perfeccionismo se extendia a suas roupas, higiene pessoal e alimentação. Uma vez terminado o trabalho, contudo, Carmichael relaxava — jogava golfe, bebia e se deixava levar pelo estilo vida extravagante de Hollywood. Ele também achou tempo para escrever sua primeira autobiografia, The Stardust Road, publicada em 1946. Além disso, também compôs um trabalho orquestral, Brown County in Autumn, em 1948, mas não foi recebido pela crítica.
Entre 1944 e 1948, Carmichael se tornou uma personalidade conhecida do rádio e apresentou três programas musicais de variedade. Em 1944–45, a rádio Mutual veiculou Tonight at Hoagy's nas noites de domingo às 20h30 (hora do Pacífico), patrocinado pelos supermercados Safeway. Produzido por Walter Snow, o show de trinta minutos trazia Carmichael como apresentador e vocalista. Músicos incluíam Pee Wee Hunt e Joe Venuti. Fãs do programa eram um tanto diretos quanto ao canto de Carmichael, comentando: "você não é capaz de cantar" e "seu canto é tão deliciosamente horrível que chega a ser engraçado".

### Década de 1950
Durantes os anos 1950, as preferências musicais do público mudaram, indo em direção ao rhythm and blues e ao rock and roll, encerrando as carreiras dos artistas mais antigos. A carreira de compositor de Carmichael também desacelerou, mas ele continuou a se apresentar. Ele apareceu no filme Young Man with a Horn (1950), baseado na vida de seu amigo Bix Beiderbecke, com Lauren Bacall, Doris Day e Kirk Douglas. "In the Cool, Cool, Cool of the Evening", com letra de Johnny Mercer, apareceu no filme Here Comes the Groom (1951) e rendeu a Carmichael seu primeiro Oscar de melhor canção original e a Mercer seu segundo de quatro Oscares. Em 1952,  no filme The Las Vegas Story, de Howard Hughes, Carmichael tocou "My Resistance Is Low", composição sua, com letra de Harold Adamson. Embora a canção não tenha sido um sucesso nos EUA, ela o foi na Grã-Bretanha. Carmichael também compôs sete músicas para Os Homens Preferem as Loiras (1953), mas apenas duas foram utilizadas no filme: "Ain't There Anyone Here for Love", cantada por Jane Russell, e "When Love Goes Wrong (Nothing Goes Right)". Harold Campbell Adamson escreveu as letras de ambas as canções.[carece de fontes?]

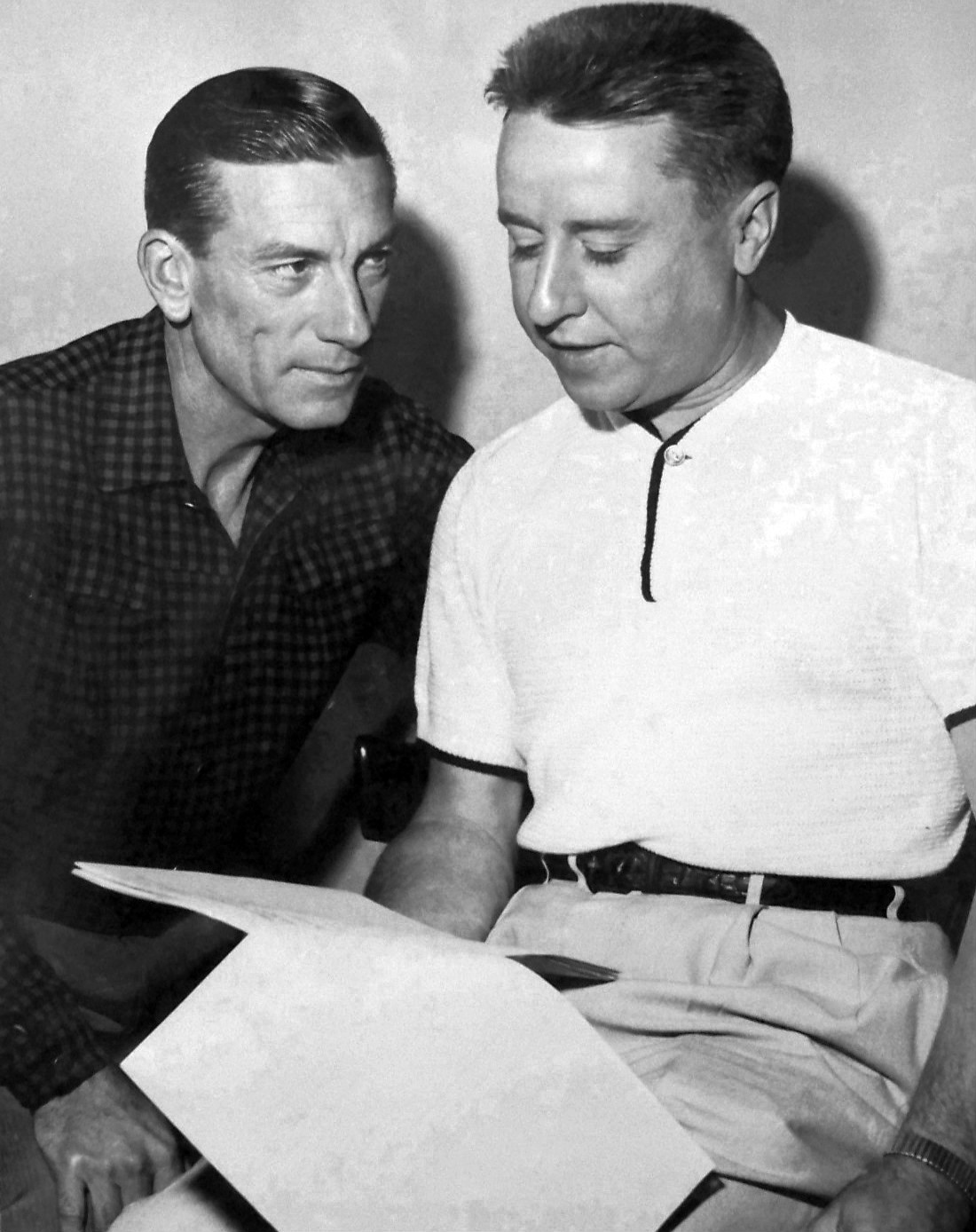
Carmichael compratilhando os afazeres de Saturday Night Revue com George Gobel

No início da década de 1950, programas de variedade eram especialmente populares na televisão. A aparição mais notável de Carmichael foi como apresentador  de Saturday Night Review em junho de 1953, uma série que substituiu Your Show of Shows durante o verão, mas ele achou a pressão intensa demais e não voltou no verão seguinte. Em 1956, Carmichael estrelou como convidado, juntamente com Keenan Wynn, Anthony George e Olive Carey no episódio "Death in the Snow,"  do programa The Joseph Cotten Show. Ele também integrou o elenco fixo da primeira temporada da série de faroeste Laramie (1959–63) com John Smith e Robert Fuller. Carmichael também coestrelou em The Helen Morgan Story no programa Playhouse 90 (1957), e forneceu a voz ao personagem "Stoney Carmichael", uma paródia de si mesmo dos tempos da caverna, num episódio de The Flintstones que foi ao ar em setembro de 1961. Em 15 de junho de 1961, ele apareceu num dos últimos episódios de The Ford Show.[carece de fontes?]
À medida que a carreira de compositor de Carmichael começava a declinar, seu casamento também se deteriorou. Ele e sua esposa Ruth se divorciaram em 1955.
O segundo trabalho de música clássica de Carmichael, Johnny Appleseed Suite, sofreu a mesma sina de sua tentativa anterior, Brown County Autumn. A suíte recebeu pouca atenção e êxito apenas modesto, mas Carmichael permaneceu financialmente garantido graças aos direitos autorais de seus sucessos anteriores. Durante os anos 1940 e 1950, Carmichael também compôs mais de uma dúzia de canções para crianças, incluindo "The Whale Song", "Merry-Go-Round" e "Rocket Ship".

### Últimos anos
A clássica versão de Ray Charles para "Georgia On My Mind", lançada em 19 de agosto de 1960, foi um grande sucesso. Naquele ano, Charles recebeu dois Grammys, tanto para Best Male Vocal quanto para Best Popular Single. Em 1963, Jerry Lee Lewis gravou "Hong Kong Blues" durante suas últimas sessões na Sun Records, mas a versão nunca foi lançada. Em 1964, enquanto os Beatles estavam explodindo na cena, Carmichael lamentou, "te garanto como tenho 25 canções juntando poeira no meu baú" e ninguém estava ligando para dizer "você tem alguma canção muito boa para o artista tal". Ainda assim, direitos autorais sobre suas canções clássicas estavam lhe rendendo mais de 300 000 dólares por ano.
As segundas memórias de Carmichael, Sometimes I Wonder: The Story of Hoagy Carmichael, foram publicadas em 1965. Em 1967, ele estava passando seu tempo em Nova Iorque, mas suas canções novas não foram bem sucedidas e sua carreira musical havia chegado ao fim. Carmichael dedicou-se a outros interesses na aposentadoria, como golfe, numismática, e desfrutou de suas duas casas, uma na Sunset Boulevard em Los Angeles e outra em Rancho Mirage, na Califórnia.
À medida que passou seu aniversário de 70 anos, a estrela de Carmichael continuou a se apagar e foi quase esquecida num mundo dominado pelo rock. Com a ajuda e o incentivo de seu filho, Hoagy Bix, Carmichael participou do programa de televisão Hoagy Carmichael's Music Shop, que apresentou versões de jazz-rock de seus sucessos. Em 1978, ele apareceu em Old Friends, New Friends, programa de Fred Rogers na PBS. Com mais tempo livre, Carmichael retomou a pintura e, depois de um longo namoro, casou-se com a atriz Dorothy Wanda McKay em 1977.
Carmichael recebeu diversas honrarias da indústria musical em seus últimos anos. Ele foi incluído no Songwriters Hall of Fame em 1971 juntamente com Duke Ellington. Em 1972, a Universidade de Indiana concedeu a Carmichael um doutorado honorário em música. Em 27 de junho de 1979, o Newport Jazz Festival honrou o aniversário de 80 anos do compositor com um show intitulado "The Stardust Road: A Hoagy Carmichael Jubilee" no Carnegie Hall. O show foi apresentado por Bob Crosby e incluiu performances de diversos grandes artistas musicais, como os cantores Kay Starr, Jackie Cain, Dave Frishberg e Max Morath, e os músicos Billy Butterfield, Bob Wilber, Yank Lawson, Vic Dickenson e Bob Haggart. A NPR transmitiu o show posteriormente no verão. Uma nova canção de Carmichael, "Piano Pedal Rag", foi tocada durante o show. Mais tarde, Carmichael disse que a compôs porque admirava tanto o estilo de Beiderbecke que "não queria desistir até compôr algo que talvez Bix tivesse gostado."
Em seu aniversário de 80 anos, Carmichael estava pensativo, observaNdo: "Estou um pouco desapontado comigo mesmo. Sei que poderia ter realizado bem mais... Eu era capaz de compôr qualquer coisa a qualquer momento que quisesse. Mas deixei outras coisas tomarem minha atenção... Tenho flutuado na brisa." Ele passou seus últimos anos na casa em Rancho Mirage, perto de Palm Springs, onde continuou a jogar golfe e permaneceu um ávido colecionador de moedas.
Logo depois de sua morte em 1981, Carmichael apareceu em In Hoagland (1981), álbum tributo gravado no Reino Unido, com Annie Ross e Georgie Fame. Carmichael cantou e tocou "Rockin' Chair" no piano. Sua última aparição em público ocorreu no início de 1981, quando filmou Country Comes Home com a artista country Crystal Gayle para a CBS.

## Morte e legado
Em 27 de dezembro ed 1981, aos 82 anos, Carmichael morreu de insuficiência cardíaca no Centro Médico Eisenhower em Rancho Mirage. Seus restos mortais estão enterrados no Cemitério Rose Hill em Bloomington, Indiana. Deixou sua esposa, Wanda McKay, com quem se casou em 1977.
Em 1986, a família de Carmichael doou seus arquivos, seu piano e seus objetos de recordação à sua alma mater, a Universidade de Indiana, que criou a Coleção Hoagy Carmichael em seus Arquivos de Música Tradicional e a Sala Hoagy Carmichael para exibir permanentemente seleções da coleção.
Carmichael é considerado um dos compositores mais bem sucedidos de Tin Pan Alley dos anos 1930, e esteve entre os primeiros cantautores na era da mídia de massa a utilizar novas tecnologias de comunicação, como a televisão, os microfones eletrônicos e gravações de som. O compositor e autor americano Alec Wilder descreveu Carmichael como "o mais talentoso, engenhoso, sofisticado e voltado ao jazz de todos os grandes artífices" de músicas pop da primeira metade do século XX. Carmichael foi um pioneiro da indústria, que gravou várias versões de suas próprias canções e forneceu material para vários outros músicos interpretar. Sua obra criativa inclui várias centenas de composições, algumas delas clássicos duradouros, assim como numerosas gravações de áudio e participações no rádio, na televisão e no cinema.
O historiador de música Ivan Raykoff descreveu Carmichael como "um dos compositores mais produtivos dos Estado Unidos" e "um pianista icônico", cujo trabalho apareceu em mais de uma dúzia de filmes de Holywwod, incluindo suas performances em filmes clássicos como To Have and To Have Not e The Best Years of Our Lives. Entre as centenas de canções publicadas de Carmichael, "Stardust" é a mais frequentemente gravada. O ponto mais forte de Carmichael residia em sua habilidade como melodista, mas ele também se tornou conhecido como um compositor "experimental" e "inovador", cujas "melodias cativantes, geralmente impregnadas de jazz" e "letras nostálgicas, caseiras" eram marcantes e tinham amplo apelo ao público, especialmente com a promoção da mídia de massa e através dos esforços de numerosos artistas que tocaram suas canções.

## Honrarias e tributos
Carmichael e o letrista Johnny Mercer receberam um Óscar de Melhor Canção por "In the Cool, Cool, Cool of the Evening", que apareceu no filme Here Comes the Groom (1951). "Ole Buttermilk Sky" recebeu uma indicação ao Óscar na mesma categoria em 1946, mas não venceu. A gravação de Carmichael para "Star Dust" em 1927 no estúdio Gennett Records, que inclui ele tocando um solo de piano, entrou para o Grammy Hall of Fame. Além disso, também foi selecionada para inclusão no Registro Nacional de Gravações da Biblioteca do Congresso dos Estados Unidos em 2004.
Carmichael entrou na Calçada da Fama de Hollywood em 8 de fevereiro de 1960 (sua estrela na calçada está localizada na 1720, Vine Street). Em 1971, Carmichael entrou para a Calçada da Fama da Gennet Records, em Richmond, Indiana. Medalhões de bronze e cerâmica, um para cada um dos empossados, foram colocados perto do complexo de produção da Starr Piano Company.
Carmichael é lmebrado com uma placa comemorativa do estado de Indiana, afixada em 2007 na frente do antigo Book Nook, um dos locais favoritos de Carmichael para relaxar, na Avenida South Indiana, perto da esquina das ruas Kirkwood e Indiana em Blomington. A placa está localizada perto do coração do campus da Universidade de Indiana. Em 2008, a Escultura Marco de bronze Hoagy Carmichael, feita pelo artista Michael McAuley, foi afixada no canto nordeste do auditório da Universidade de Indiana em seu campus de Bloomington.
Em 27 de junho de 1979, o Newport Jazz Festival honrou Carmichael com um show tributo: "The Star Dust Road: A Hoagy Carmichael Jubilee", no Carnegie Hall em Nova Iorque.
"Georgia On My Mind", composta por Carmichael com letra de Stuart Gorrell, é a música oficial do estado da Geórgia.

### Na cultura popular
In Casino Royale, o romancista Ian Fleming escreve que René Mathis, um dos agentes secretos colegas de James Bond, faz um comentário sobre Bond se parecer com Hoagy Carmichael. Posteriormente no romance, depois de olhar seu reflexo num espelho, Bond descordou. Contudo, Fleming e Carmichael também partilhavam de uma semelhança.

## Discografia selecionada
- 1944–45 V-Disc Sessions (Totem, 1985)[98]
- At Home with Hoagy (Take Two Records, 1982)[99]
- Hoagy Carmichael (RCA International, 1981)[100]
- Hoagy Carmichael: Old Buttermilk Sky (Collector's Choice, 1999)[101]
- Hoagy Sings Carmichael (Pacific Jazz Records, 1956)[102]
- Star Dust, 1927–32 (Historical Records, 1982)[98]
- The Stardust Road (MCA, 1982)[103]
- Stardust Melody: Carmichael and Friends (RCA, 2002)[101]

Compilações de cançãos gravados por Carmichael incluem:
- The Classic Hoagy Carmichael (Coleção de Gravações da Indiana Historical Society e da Instituto Smithsoniano, 1988)[104]
- The Hoagy Carmichael Songbook (RCA Bluebird, 1990)[101]
- Stardust: The Jazz Giants Play Hoagy Carmichael (Prestige Records, 1997)[101]

Depois da morte de Carmichael em 1981, outros artistas continuaram a incluir canções dele em seus álbuns:
- George Harrison, antigo membro dos Beatles, gravou "Baltimore Oriole" e "Hong Kong Blues" para seu álbum Somewhere In England (1981).[105][106]
- A artista country Crystal Gayle gravou quinze canções de Carmichael para o álbum Crystal Gayle Sings the Heart & Soul of Hoagy Carmichael (Roswell, GA: Platinum, 1999). (Willie Nelson tocou guitarra e cantou com Gayle na faixa "Two Sleepy People".)[107]

## Outras obras publicadas
Carmichael escreveu duas biografias que a editora Da Capo Press uniu num volume único publicado em 1999:
- The Stardust Road (1946)[66]
- Sometimes I Wonder: The Story of Hoagy Carmichael (1965)[75]

### Livros e periódicos
- Carmichael, Hoagy (1946). The Stardust Road. Nova Iorque: Rinehart and Company
- Carmichael, Hoagy; Miller, J. P. (1957). Hoagy Carmichael's Songs for Children. Nova Iorque: Golden Press. OCLC 15369706
- Carmichael, Hoagy; Longstreet, Stephen (1999). The Stardust Road & Sometimes I Wonder: The Autobiography of Hoagy Carmichael. Cambridge: Da Capo Press. ISBN 0-306-80899-4
- Gugin, Linda C., and James E. St. Clair, eds. (2015). Indiana's 200: The People Who Shaped the Hoosier State. Indianapolis: Indiana Historical Society Press. ISBN 978-0-87195-387-2
- Hasse, John Edward (1988). The Classic Hoagy Carmichael. Indianápolis e Washington, D.C.: Indiana Historical Society and Smithsonian Collection Recordings. ISBN 978-0-87195-013-0 (Livreto lançado com gravações de mesmo título.)
- Kennedy, Rick (1994). Jelly Roll, Bix, and Hoagy: Gennett Studios and the Birth of Recorded Jazz. Bloomington: Indiana University Press. ISBN 978-0-253-33136-6
- Macintyre, Ben (2008). For Your Eyes Only. Londres: Bloomsbury Publishing. ISBN 978-0-7475-9527-4
- Raykoff, Ivan, "Carmichael, Hoagy (1899–1981) in Pendergast, Tom, and Sara Pendergast (2000). St. James Encyclopedia of Popular Culture. Detroit: Gale. ISBN 978-1-55862-529-7. Consultado em 13 de dezembro de 2016. Arquivado do original em 22 de maio de 2013. (pede subscrição (ajuda))
- Sudhalter, Richard M. (2002). Stardust Melody: The Life and Music of Hoagy Carmichael. Nova Iorque: Oxford University Press em associação com a Indiana Historical Society. ISBN 0-19-513120-7
- Wilder, Alec (1990). American Popular Song: The Great Innovators 1900–1950. Nova Iorque e Oxford: Oxford University Press. pp. 371–88. ISBN 0-19-501445-6
- Giddins, Gary (25 de junho de 1979). «Newport: Choices and More Choices». New York Magazine. Consultado em 6 de dezembro de 2016
- Kennedy, Rick (verão de 1994). «Star Dust Memories: Hoagy Carmichael and Indiana's Gennett Records». Indianapolis: Indiana Historical Society. Traces of Indiana and Midwestern History. 6 (3): 4–9
- «Television in Review». The Nova Iorque Times. 8 de junho de 1953

### Eletrônicos
- «Audio». Indiana University Marching Hundred. Consultado em 12 de dezembro de 2016
- Calkin, Graham. «Somewhere In England». Jpgr.co.uk. Consultado em 29 de setembro de 2012
- «Crystal Gayle Sings The Heart & Soul of Hoagy Carmichael». worldcat.org. Consultado em 15 de dezembro de 2016
- «Details for I'm A Cranky Old Yank In A Clanky Old Tank – Bing Crosby»
- «Georgia Facts and Symbols». Georgia.gov. Consultado em 13 de dezembro de 2016. Arquivado do original em 24 de maio de 2014
- Ginell, Richard S. «Somewhere in England–George Harrison : Songs, Reviews, Credits, Awards». AllMusic. Consultado em 29 de setembro de 2012
- «Hoagy Carmichael». Hollywood Chamber of Commerce. Consultado em 13 de dezembro de 2016
- «Hoagy Carmichael». Indiana Historical Bureau. Consultado em 13 de dezembro de 2016
- «Hoagy Carmichael». NNDB. Consultado em 6 de dezembro de 2016
- «Hoagy Carmichael». Songwriters' Hall of Fame. Consultado em 6 de dezembro de 2016
- «Hoagy Carmichael Collection». Indiana University (IU Digital Library). Consultado em 6 de dezembro de 2016
- «Hoagy Carmichael Collection: Timeline of Hoagy Carmichael's Life». Indiana University. 18 de novembro de 2002. Consultado em 6 de dezembro de 2016
- «Hoagy Carmichael Collection: Virtual Tour of the Hoagy Carmichael Room». Indiana University (IU Digital Library). Consultado em 6 de dezembro de 2016
- «Hoagy Carmichael Landmark Sculpture». Visit Bloomington. Consultado em 13 de dezembro de 2016
- «Hoagy Carmichael Recordings». Songwriters Hall of Fame. Consultado em 12 de dezembro de 2016
- «Hong Kong Blues». Rockabilly.nl. Consultado em 12 de fevereiro de 2008
- «Indiana, Our Indiana Hail to Old IU Indiana Fight Chimes of Indiana» (pdf). Indiana University Athletics. Consultado em 12 de dezembro de 2016
- «Pacific Jazz Records Catalog: 1200 Series: PJ-1223». Jazzdisco.org. Consultado em 12 de dezembro de 2016
- «Registry Titles with Descriptions and Expanded Essays». Library of Congress. Consultado em 13 de dezembro de 2016
- «Songwriter/Composer: Carmichael Howard Hoagland». BMI Repertoire. Broadcast Music Incorporated. Consultado em 3 de outubro de 2011. Arquivado do original em 13 de julho de 2012
- «Stardust». BBC.co.uk. Consultado em 15 de dezembro de 2016
- «The Official Hoagy Carmichael Web Site». Consultado em 14 de março de 2008. Arquivado do original em 12 de dezembro de 2005
- «To Have and Have Not (1944) –Soundtracks». Consultado em 18 de março de 2008
- «Walk of Fame». Starr Gennett Foundation. Consultado em 13 de dezembro de 2016